# Zhanna Pintusevich-Block
Zhanna Pintusevich-Block (nascida Tarnopolskaya) (em ucraniano: Жанна Пінтусевич-Блок; Nizhyn, RSS da Ucrânia, União Soviética, 6 de julho de 1972) é uma atleta ucraniana, especialista em corridas de velocidade, que foi campeã mundial em 1997 e 2001.

## Carreira
Com apenas 15 anos de idade, Zhanna venceu as provas de sprint dos Campeonatos Juvenis da União Soviética, despontando para uma carreira internacional de grande sucesso. Em 1991, ganhou a medalha de ouro nos100 e 200 metros e ade prata nos 400 metros dos Campeonatos Europeus de Juniores, ainda usando o seu sobrenome de solteira (Tarnopolskaya). Dois anos depois, participa nos seus primeiros Campeonatos Mundiais, onde atinge as meias-finais dos 100 metros.
A partir de 1994, Zhanna torna-se uma sprinter de classe mundial ao classificar-se em segundo lugar nos 100 e nos 200 metros dos Campeonatos da Europa de Helsínquia. A sua primeira participação olímpica, nos Jogos de Atlanta 1996 não é feliz em ambos os eventos onde participa já com o sobrenome do seu primeiro casamento (Pintusevich): oitvo lugar nos 100 m e a não qualificação para a final dos 200 m.
O seu primeiro grande título surge nos Campeonatos Mundiais de 1997, em Atenas, onde vence os 200 metros e fica em segundo nos 100 m, atrás da norte-americana Marion Jones que a bateu por apenas dois centésimos de segundo. Na verdade, Zhanna pensava ter ganho a prova e chegou mesmo a iniciar a volta de honra ao estádio, antes que os juízes se decidissem pela vitória de Jones através da análise do foto-finish.
Os Jogos Olímpicos de 2000, disputados em Sydney, voltam a ser uma desilusão para Zhanna. Uma prova desastrosa nos 200 metros (8º e último lugar na final) e a 5ª posição nos 100 metros, atrás de Marion Jones, Ekaterini Thanou, Tanya Lawrence e Merlene Ottey. Em contrapartida, volta a ser bem sucedida nos Campeonatos Mundiais de 2001, em Edmonton, que lhe possibilita um novo título mundial, agora nos 100 metros.
Inicia a temporada de 2003, usando já o sobrenome do seu marido e treinador Michael Block, com o triunfo nos 60 metros dos Campeonatos Mundiais Indoor em Birmingham. Apesar de uma lesão sofrida no final da época de inverno, a sua presença nos Mundiais de Paris 2003 salda-se por uma nova medalha nos 100 m, atrás das norte-americanas Kelli White e Torri Edwards. No entanto, a posterior desclassificação de White, por uso de substância dopante, permitiu a atribuição da medalha de prata a Zhanna Block.
Praticante do judaísmo, Zhanna considera, em 2001, a possibilidade de adquirir a nacionalidade israelita e representar o estado judaico nas futuras competições internacionais, incluindo os Jogos Olímpicos de 2004. Porém, a Ucrânia só permite que a libertação aconteça a troco de uma indemização de um milhão de dolares sem a qual um atleta fica impedido de representar o seu novo país por um período de três anos. Apesar do seu desejo de representar Israel, acaba por ser inscrita pela Ucrânia para as Olimpíadas de 2004, onde participa apenas nos 100 metros. Já com 32 anos de idade, chega à meia-final onde corre em 11.23 s, chegando em sexto lugar e sendo portanto eliminada.
Termina a sua carreira desportiva em 2006, conseguindo ainda ser, nesse ano, sexta classificada na final de 60 metros dos Campeonatos Mundiais em Pista Coberta realizados em Moscovo.

## Melhores marcas pessoais

### Outdoor
| Prova      | Data                | Local             | Marca   |
| ---------- | ------------------- | ----------------- | ------- |
| 100 metros | 6 de agosto de 2001 | Edmonton, Canadá  | 10,82 s |
| 200 metros | 9 de julho de 1997  | Monachil, Espanha | 22,17 s |

### Indoor
| Prova      | Data                   | Local                   | Marca   |
| ---------- | ---------------------- | ----------------------- | ------- |
| 50 metros  | 2 de fevereiro de 1993 | Moscovo, Rússia         | 6,09 s  |
| 60 metros  | 14 de março de 2003    | Birmingham, Reino Unido | 7,04 s  |
| 100 metros | 4 de fevereiro de 2002 | Tampere, Finlândia      | 11,34 s |